# Konseilspræsident C. Th. Zahle paa Politikens Redaktion
Konseilspræsident C. Th. Zahle paa Politikens Redaktion er en dansk dokumentarisk optagelse fra 1912 produceret af Politikne-Fonden.
C.Th. Zahle var konseilpræsident fra 1909 til 1910 og igen fra 1913 til 1920, idet titlen dog blev ændret til statsminister i 1920. I perioden fra 1910 til 1913, hvor filmen er fra, var Klaus Berntsen konseilpræsident.

## Handling
Konseilspræsident C.Th. Zahle kommer ind på dagbladet Politikens kontor, sætter sig ved et skrivebord og diskuterer en artikel med journalist Anker Kirkeby. Forlader hurtigt kontoret igen.